# 안나 카레니나 (뮤지컬)

포스터

뮤지컬 《안나 카레니나》는 러시아의 대문호 레프 니콜라예비치 톨스토이가 쓴 동명의 소설을 원작이다. 18번의 프리뷰 이후 테오도르 만(Theodore Mann)이 감독하고 패트리샤 버치(Patricia Birch)가 안무를 맡은 브로드웨이 작품과 부 안무가인 조나단 스튜어트 세룰로가 1992년 8월 26일 서클 인 더 스퀘어 극장(Circle in the Square Theatre)에서 초연했다. 2018년 한국에서 초연 무대를 가졌다.

## 줄거리
러시아 정계의 최고 정치가인 남편 카레닌, 8살 아들과 함께 행복한 듯 살고 있는 귀족부인 안나 카레니나 앞에 매력적인 외모의 젊은 장교 브론스키가 나타나면서, 삶이 흔들리기 시작한다. 이성적이고 명예를 중요시하는 카 레닌과는 달리 브론 스키의 열정적인 구애에 그녀는 혼란스러우면서도 행복감을 느낀다. 결국 브론 스키와 치명적인 사랑에 빠지게 된 안나는 선택을 해야 한다.

## 등장인물
- 안나 카레니나
- 알렉세이 브론스키
- 알렉세이 카레닌
- 콘스탄틴 레빈
- 키티 세르바츠카야
- 스티바 오블론스키

## 시즌별 캐스팅 정보
| 시즌 | 안나          | 브론스키      | 카레닌        | 레빈          |
| ---- | ------------- | ------------- | ------------- | ------------- |
| 2018 | 옥주현 정선아 | 이지훈 민우혁 | 서범석 황성현 | 최수형 기세중 |
| 2019 | 김소현 윤공주 | 김우형 민우혁 | 서범석 민영기 | 최수형 강태을 |

## 공연 정보
- 2018년 1월 10일부터 2월 25일까지 예술의전당 오페라극장에서 한국 초연이 이뤄졌다. 옥주현, 정선아가 안나 카레니나를, 이지훈과 민우혁이 브론스키를 연기했다.[2]
- 2019년 5월 17일부터 7월 14일 블루스퀘어 인터파크홀에서 재연 무대가 펼쳐진다. 김소현, 윤공주가 히로인 안나 카레니나를, 김우형, 민우혁이 알렉세이 브론스키를 연기한다.